# Leptomydas maculatus
Leptomydas maculatus är en tvåvingeart som först beskrevs av Walker 1871.  Leptomydas maculatus ingår i släktet Leptomydas och familjen Mydidae. Inga underarter finns listade i Catalogue of Life.